# Lysimachia paridiformis
Lysimachia paridiformis är en viveväxtart som beskrevs av Adrien René Franchet. Lysimachia paridiformis ingår i släktet lysingar, och familjen viveväxter. Utöver nominatformen finns också underarten L. p. stenophylla.

## Bildgalleri

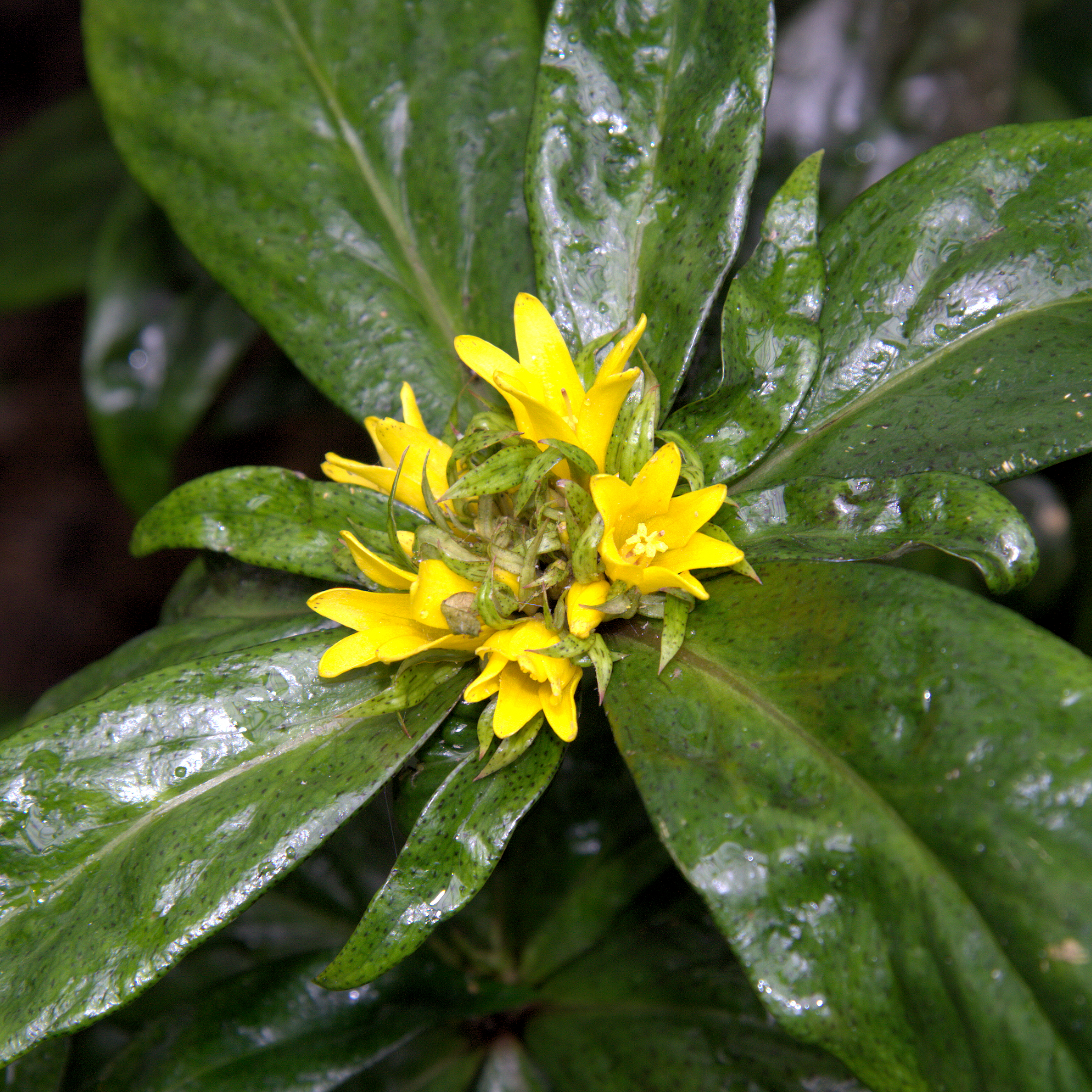